# Fußball-Club St. Pauli von 1910 2014-2015

## Stagione
Nella stagione 2014-2015 il St. Pauli, allenato da Ewald Lienen, concluse il campionato di 2. Bundesliga al 15º posto. In coppa di Germania il St. Pauli fu eliminato al secondo turno dal Borussia Dortmund.

## Rosa
| N. |                        | Ruolo | Calciatore            |
| -- | ---------------------- | ----- | --------------------- |
| 1  | Germania (bandiera)    | P     | Philipp Heerwagen     |
| 3  | Germania (bandiera)    | D     | Lasse Sobiech         |
| 5  | Germania (bandiera)    | C     | Tom Trybull           |
| 6  | Germania (bandiera)    | C     | Florian Kringe        |
| 7  | Germania (bandiera)    | C     | Dennis Daube          |
| 8  | Germania (bandiera)    | D     | Bernd Nehrig          |
| 9  | Germania (bandiera)    | A     | Christopher Nöthe     |
| 10 | Germania (bandiera)    | C     | Christopher Buchtmann |
| 11 | Germania (bandiera)    | C     | Marc Rzatkowski       |
| 12 | Paesi Bassi (bandiera) | A     | John Verhoek          |
| 14 | Germania (bandiera)    | D     | Philipp Ziereis       |
| 16 | Germania (bandiera)    | D     | Markus Thorandt       |

| N. |                     | Ruolo | Calciatore             |
| -- | ------------------- | ----- | ---------------------- |
| 17 | Germania (bandiera) | C     | Fabian Boll (capitano) |
| 18 | Germania (bandiera) | A     | Lennart Thy            |
| 20 | Germania (bandiera) | D     | Sebastian Schachten    |
| 22 | Germania (bandiera) | D     | Julian Koch            |
| 23 | Germania (bandiera) | D     | Marcel Halstenberg     |
| 26 | Germania (bandiera) | D     | Sören Gonther          |
| 27 | Germania (bandiera) | D     | Jan-Philipp Kalla      |
| 29 | Germania (bandiera) | C     | Sebastian Maier        |
| 30 | Germania (bandiera) | P     | Robin Himmelmann       |
| 35 | Ghana (bandiera)    | C     | Okyere Wriedt          |
| 36 | Turchia (bandiera)  | C     | Okan Kurt              |
| 37 | Polonia (bandiera)  | A     | Waldemar Sobota        |

## Organigramma societario
Area tecnica
- Allenatore: Ewald Lienen
- Allenatore in seconda: Andrew Meredith, Abder Ramdane
- Preparatore dei portieri: Mathias Hain
- Preparatori atletici: Janosch Emonts, Ronald Wollmann

## Risultati

### 2. Bundesliga

#### Girone di andata
| Arbitro: | Fritz |

|             |           |             |
| Gonther 78’ | Marcatori | 42’ Morales |

| Arbitro: | Gagelmann |

|                          |           |  |
| Daghfous 13’ Junglas 70’ | Marcatori |  |

| Arbitro: | Cortus |

|                      |           |             |
| Nöthe 4’ Sobiech 90’ | Marcatori | 23’ Gartler |

| Arbitro: | Schmidt |

|                                       |           |  |
| Przybyłko 21’ Korcsmár 23’ Trinks 52’ | Marcatori |  |

| Arbitro: | Kampka |

|             |           |                               |
| Verhoek 31’ | Marcatori | 21’ (rig.) Leonardo 45’ Stark |

| Arbitro: | Bandurski |

|                                       |           |  |
| Löning 41’ Benatelli 56’ Kortzorg 69’ | Marcatori |  |

| Arbitro: | Sippel |

|             |           |  |
| Sobiech 15’ | Marcatori |  |

| Arbitro: | Siebert |

|                                        |           |                                           |
| Kauko 44’ Ziereis 58’ (aut.) Grifo 62’ | Marcatori | 32’ (rig.) Nöthe 35’ Rzatkowski 86’ Daube |

| Arbitro: | Winkmann |

|                                             |           |  |
| Nöthe 23’ (rig.) Rzatkowski 73’ Verhoek 88’ | Marcatori |  |

| Arbitro: | Willenborg |

|            |           |  |
| Liendl 32’ | Marcatori |  |

| Arbitro: | Stegemann |

|  |           |                                         |
|  | Marcatori | 18’, 89’ Yamada 31’ Hennings 80’ Alibaz |

| Arbitro: | Steinhaus |

|                   |           |                         |
| Sylvestr 18’, 87’ | Marcatori | 1’ Rzatkowski 59’ Maier |

| Arbitro: | Brand |

|  |           |                                     |
|  | Marcatori | 26’, 31’ Niederlechner 52’ Leipertz |

| Arbitro: | Gräfe |

|                                              |           |            |
| Poulsen 17’ Boyd 30’, 53’ Verhoek 73’ (aut.) | Marcatori | 46’ Alushi |

| Arbitro: | Hartmann |

|                 |           |                                 |
| Halstenberg 59’ | Marcatori | 22’ Younes 30’ Zimmer 87’ Jacob |

| Arbitro: | Jablonski |

|                                        |           |                                 |
| Ziereis 37’ (aut.) Šesták 58’ Weis 81’ | Marcatori | 33’ Verhoek 40’ Daube 69’ Maier |

| Arbitro: | Osmers |

|  |           |             |
|  | Marcatori | 86’ Holland |

#### Girone di ritorno
| Arbitro: | Steinhaus |

|                     |           |               |
| Leckie 22’ Groß 80’ | Marcatori | 78’ Schachten |

| Arbitro: | Bandurski |

|                                      |           |              |
| Verhoek 35’ Barth 49’ (aut.) Thy 81’ | Marcatori | 83’ Kaufmann |

| Sandhausen 7 febbraio 2015, ore 13:00 CET 20ª giornata | Sandhausen | 0 – 0 referto | St. Pauli | Hardtwaldstadion (7 364 spett.)\| Arbitro: \| Schriever \| |
| Arbitro:                                               | Schriever  |               |           |                                                            |

| Arbitro: | Petersen |

|  |           |               |
|  | Marcatori | 27’ Przybyłko |

| Arbitro: | Osmers |

|                             |           |           |
| Gonther 10’ (aut.) Wolf 72’ | Marcatori | 77’ Nöthe |

| Amburgo 1º marzo 2015, ore 13:30 CET 23ª giornata | St. Pauli | 0 – 0 referto | Erzgebirge Aue | Millerntor-Stadion (22 590 spett.)\| Arbitro: \| Schmidt \| |
| Arbitro:                                          | Schmidt   |               |                |                                                             |

| Arbitro: | Dingert |

|  |           |                         |
|  | Marcatori | 25’ Gonther 65’ Sobiech |

| Arbitro: | Brych |

|         |           |           |
| Thy 46’ | Marcatori | 58’ Kauko |

| Arbitro: | Perl |

|            |           |  |
| Polter 89’ | Marcatori |  |

| Arbitro: | Cortus |

|                                     |           |  |
| Choi 9’, 16’ Sobota 40’ Buballa 51’ | Marcatori |  |

| Arbitro: | Gagelmann |

|                            |           |  |
| Hennings 3’, 19’ Gulde 69’ | Marcatori |  |

| Arbitro: | Gräfe |

|             |           |  |
| Sobiech 90’ | Marcatori |  |

| Arbitro: | Dietz |

|                                     |           |           |
| Leipertz 62’ Schnatterer 82’ (rig.) | Marcatori | 90’ Nöthe |

| Arbitro: | Brand |

|         |           |  |
| Thy 45’ | Marcatori |  |

| Arbitro: | Kinhöfer |

|  |           |                                  |
|  | Marcatori | 47’ Kalla 55’ (rig.) Halstenberg |

| Arbitro: | Aytekin |

|                                                       |           |                |
| Thy 35’, 52’ Halstenberg 45’ Buchtmann 49’ Sobota 83’ | Marcatori | 4’ Gregoritsch |

| Arbitro: | Meyer |

|           |           |  |
| Kempe 71’ | Marcatori |  |

### Coppa di Germania
| Arbitro: | Jablonski |

|               |           |                           |
| Printemps 83’ | Marcatori | 9’, 51’ Nöthe 31’ Budimir |

| Arbitro: | Perl |

|  |           |                                  |
|  | Marcatori | 33’ Immobile 44’ Reus 86’ Kagawa |

## Statistiche

### Statistiche di squadra
| Competizione      | Punti | In casa | In casa | In casa | In casa | In casa | In casa | In trasferta | In trasferta | In trasferta | In trasferta | In trasferta | In trasferta | Totale | Totale | Totale | Totale | Totale | Totale | DR  |
| Competizione      | Punti | G       | V       | N       | P       | Gf      | Gs      | G            | V            | N            | P            | Gf           | Gs           | G      | V      | N      | P      | Gf     | Gs     | DR  |
| ----------------- | ----- | ------- | ------- | ------- | ------- | ------- | ------- | ------------ | ------------ | ------------ | ------------ | ------------ | ------------ | ------ | ------ | ------ | ------ | ------ | ------ | --- |
| 2. Bundesliga     | 37    | 17      | 8       | 3       | 6       | 24      | 19      | 17           | 2            | 4            | 11           | 16           | 32           | 34     | 10     | 7      | 17     | 40     | 51     | -11 |
| Coppa di Germania | -     | 1       | 0       | 0       | 1       | 0       | 3       | 1            | 1            | 0            | 0            | 3            | 1            | 2      | 1      | 0      | 1      | 3      | 4      | -1  |
| Totale            | -     | 18      | 8       | 3       | 7       | 24      | 22      | 18           | 3            | 4            | 11           | 19           | 33           | 36     | 11     | 7      | 18     | 43     | 55     | -12 |

### Andamento in campionato
| Giornata  | 1 | 2  | 3 | 4  | 5  | 6  | 7  | 8  | 9  | 10 | 11 | 12 | 13 | 14 | 15 | 16 | 17 | 18 | 19 | 20 | 21 | 22 | 23 | 24 | 25 | 26 | 27 | 28 | 29 | 30 | 31 | 32 | 33 | 34 |
| --------- | - | -- | - | -- | -- | -- | -- | -- | -- | -- | -- | -- | -- | -- | -- | -- | -- | -- | -- | -- | -- | -- | -- | -- | -- | -- | -- | -- | -- | -- | -- | -- | -- | -- |
| Luogo     | C | T  | C | T  | C  | T  | C  | T  | C  | T  | C  | T  | C  | T  | C  | T  | C  | T  | C  | T  | C  | T  | C  | T  | C  | T  | C  | T  | C  | T  | C  | T  | C  | T  |
| Risultato | N | P  | V | P  | P  | P  | V  | N  | V  | P  | P  | N  | P  | P  | P  | N  | P  | P  | V  | N  | P  | P  | N  | V  | N  | P  | V  | P  | V  | P  | V  | V  | V  | P  |
| Posizione | 7 | 14 | 9 | 13 | 14 | 16 | 12 | 13 | 10 | 12 | 15 | 16 | 17 | 17 | 17 | 17 | 18 | 18 | 16 | 17 | 17 | 18 | 17 | 17 | 16 | 18 | 16 | 16 | 16 | 17 | 15 | 15 | 14 | 15 |

Legenda:

Luogo: C = Casa; T = Trasferta. Risultato: V = Vittoria; N = Pareggio; P = Sconfitta.

### Statistiche dei giocatori
| Giocatore      | 2. Bundesliga | 2. Bundesliga | 2. Bundesliga | 2. Bundesliga | Coppa di Germania | Coppa di Germania | Coppa di Germania | Coppa di Germania | Totale   | Totale | Totale      | Totale     |
| Giocatore      | Presenze      | Reti          | Ammonizioni   | Espulsioni    | Presenze          | Reti              | Ammonizioni       | Espulsioni        | Presenze | Reti   | Ammonizioni | Espulsioni |
| -------------- | ------------- | ------------- | ------------- | ------------- | ----------------- | ----------------- | ----------------- | ----------------- | -------- | ------ | ----------- | ---------- |
| P. Heerwagen   | -             | -             | -             | -             | -                 | -                 | -                 | -                 | -        | -      | -           | -          |
| R. Himmelmann  | 19            | 0             | 0             | 0             | -                 | -                 | -                 | -                 | 19       | 0      | 0           | 0          |
| P. Tschauner   | 15            | 0             | 0             | 0             | 2                 | 0                 | 0                 | 0                 | 17       | 0      | 0           | 0          |
| D. Buballa     | 22            | 1             | 3             | 0             | 1                 | 0                 | 0                 | 0                 | 23       | 1      | 3           | 0          |
| S. Gonther     | 25            | 2             | 6             | 0             | 2                 | 0                 | 1                 | 0                 | 27       | 2      | 7           | 0          |
| M. Halstenberg | 20            | 3             | 2             | 0             | -                 | -                 | -                 | -                 | 20       | 3      | 2           | 0          |
| J. Kalla       | 16            | 1             | 5             | 0             | 2                 | 0                 | 1                 | 0                 | 18       | 1      | 6           | 0          |
| J. Koch        | 15            | 0             | 3             | 0             | -                 | -                 | -                 | -                 | 15       | 0      | 3           | 0          |
| S. Schachten   | 17            | 1             | 8             | 0             | 1                 | 0                 | 0                 | 0                 | 18       | 1      | 8           | 0          |
| L. Sobiech     | 31            | 4             | 8             | 0             | 1                 | 0                 | 0                 | 0                 | 32       | 4      | 8           | 0          |
| A. Startsev    | 8             | 0             | 1             | 0             | 1                 | 0                 | 0                 | 0                 | 9        | 0      | 1           | 0          |
| M. Thorandt    | 2             | 0             | 2             | 0             | -                 | -                 | -                 | -                 | 2        | 0      | 2           | 0          |
| T. Uphoff      | 1             | 0             | 0             | 0             | -                 | -                 | -                 | -                 | 1        | 0      | 0           | 0          |
| P. Ziereis     | 17            | 0             | 6             | 0             | 2                 | 0                 | 1                 | 0                 | 19       | 0      | 7           | 0          |
| E. Alushi      | 18            | 1             | 5             | 0             | -                 | -                 | -                 | -                 | 18       | 1      | 5           | 0          |
| C. Buchtmann   | 11            | 1             | 1             | 0             | 1                 | 0                 | 0                 | 0                 | 12       | 1      | 1           | 0          |
| K. Choi        | 3             | 2             | 0             | 0             | -                 | -                 | -                 | -                 | 3        | 2      | 0           | 0          |
| A. Cooper      | 7             | 0             | 0             | 0             | -                 | -                 | -                 | -                 | 7        | 0      | 0           | 0          |
| D. Daube       | 32            | 2             | 6             | 0             | 1                 | 0                 | 0                 | 0                 | 33       | 2      | 6           | 0          |
| M. Görlitz     | 12            | 0             | 0             | 0             | -                 | -                 | -                 | -                 | 12       | 0      | 0           | 0          |
| F. Kringe      | 5             | 0             | 0             | 0             | 1                 | 0                 | 0                 | 0                 | 6        | 0      | 0           | 0          |
| O. Kurt        | 9             | 0             | 2             | 0             | 1                 | 0                 | 0                 | 0                 | 10       | 0      | 2           | 0          |
| M. Litka       | 3             | 0             | 0             | 0             | -                 | -                 | -                 | -                 | 3        | 0      | 0           | 0          |
| S. Maier       | 19            | 2             | 1             | 0             | 2                 | 0                 | 1                 | 0                 | 21       | 2      | 2           | 0          |
| B. Nehrig      | 5             | 0             | 2             | 0             | -                 | -                 | -                 | -                 | 5        | 0      | 2           | 0          |
| M. Rzatkowski  | 25            | 3             | 3             | 0             | 2                 | 0                 | 0                 | 0                 | 27       | 3      | 3           | 0          |
| W. Sobota      | 10            | 2             | 1             | 0             | -                 | -                 | -                 | -                 | 10       | 2      | 1           | 0          |
| T. Trybull     | 3             | 0             | 0             | 0             | 1                 | 0                 | 0                 | 0                 | 4        | 0      | 0           | 0          |
| A. Budimir     | 19            | 0             | 5             | 0             | 1                 | 1                 | 0                 | 0                 | 20       | 1      | 5           | 0          |
| C. Nöthe       | 23            | 5             | 4             | 0             | 2                 | 2                 | 0                 | 0                 | 25       | 7      | 4           | 0          |
| L. Thy         | 32            | 5             | 2             | 0             | 2                 | 0                 | 0                 | 0                 | 34       | 5      | 2           | 0          |
| J. Verhoek     | 29            | 4             | 5             | 0             | 2                 | 0                 | 0                 | 0                 | 31       | 4      | 5           | 0          |
| B. Bahn        | 3             | 0             | 1             | 0             | -                 | -                 | -                 | -                 | 3        | 0      | 1           | 0          |